# Bosque

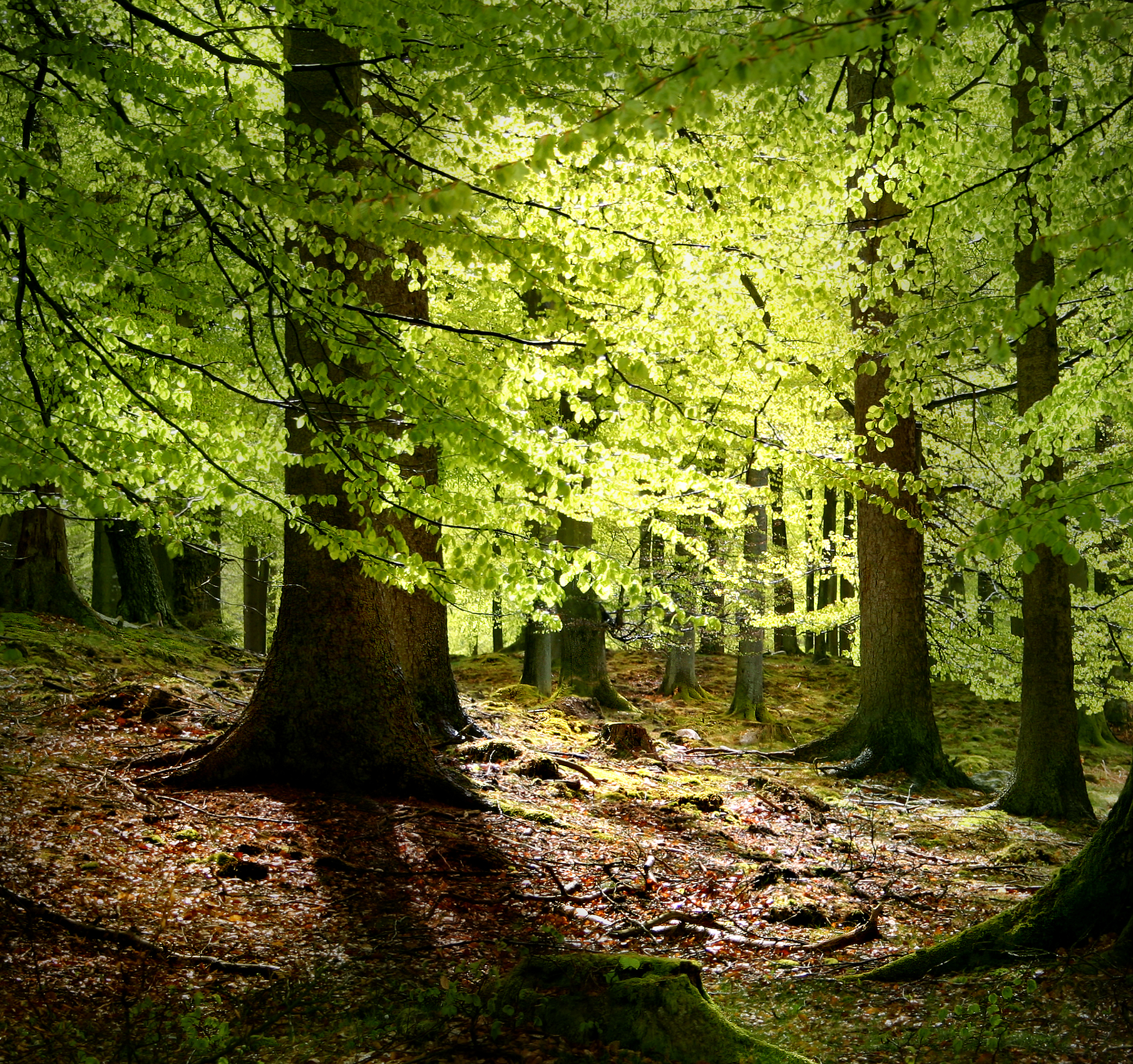
Hayedo en el Gribskov (Dinamarca)

Proporción de tierra cubierta por bosques

Proporción y distribución de la superficie forestal mundial por dominio climático, 2020

Un bosque es un ecosistema donde la vegetación predominante la constituyen los árboles y arbustos. Es una asociación vegetal conformada por una amplia gama de vegetación, incluyendo no solo árboles y arbustos, sino también vegetación como la hierba, las flores y hasta por las deposiciones orgánicas de éstas plantas en el suelo, como las ramas o las hojas caídas, que contribuyen a la riqueza del suelo. Estas comunidades de plantas cubren grandes áreas de la Tierra y constituyen hábitats para los animales, son moduladores de flujos hidrológicos y conservadores del suelo, constituyendo uno de los aspectos más relevantes de la biosfera del globo terráqueo. Aunque a menudo se han considerado como consumidores de dióxido de carbono atmosférico, los bosques maduros son prácticamente neutros por lo que respecta al carbono, y son solamente los alterados y los jóvenes los que actúan como dichos consumidores. De cualquier manera, los bosques maduros juegan un importante papel como reservorios estables en el ciclo global del carbono y su eliminación conlleva un incremento de los niveles de dióxido de carbono atmosférico.
Los bosques pueden hallarse en todas las regiones capaces de mantener el crecimiento de árboles, hasta la línea de árboles, excepto donde la frecuencia de fuego natural es demasiado alta, o donde el ambiente ha sido perjudicado por procesos naturales o por actividades humanas. Los bosques a veces contienen muchas especies de árboles dentro de una pequeña área (como la selva lluviosa tropical y el bosque templado caducifolio), o relativamente pocas especies en áreas grandes (por ejemplo, la taiga y bosques áridos montañosos de coníferas). Los bosques son a menudo hogar de muchos animales y especies de plantas, y la biomasa por área de unidad es alta comparada a otras comunidades de vegetación. La mayor parte de esta biomasa se halla en el subsuelo en los sistemas de raíces y como detritos de plantas parcialmente descompuestos. El componente leñoso de un bosque contiene lignina, cuya descomposición es relativamente lenta comparado con otros materiales orgánicos como la celulosa y otros carbohidratos.

## Sinonimia y términos relacionados

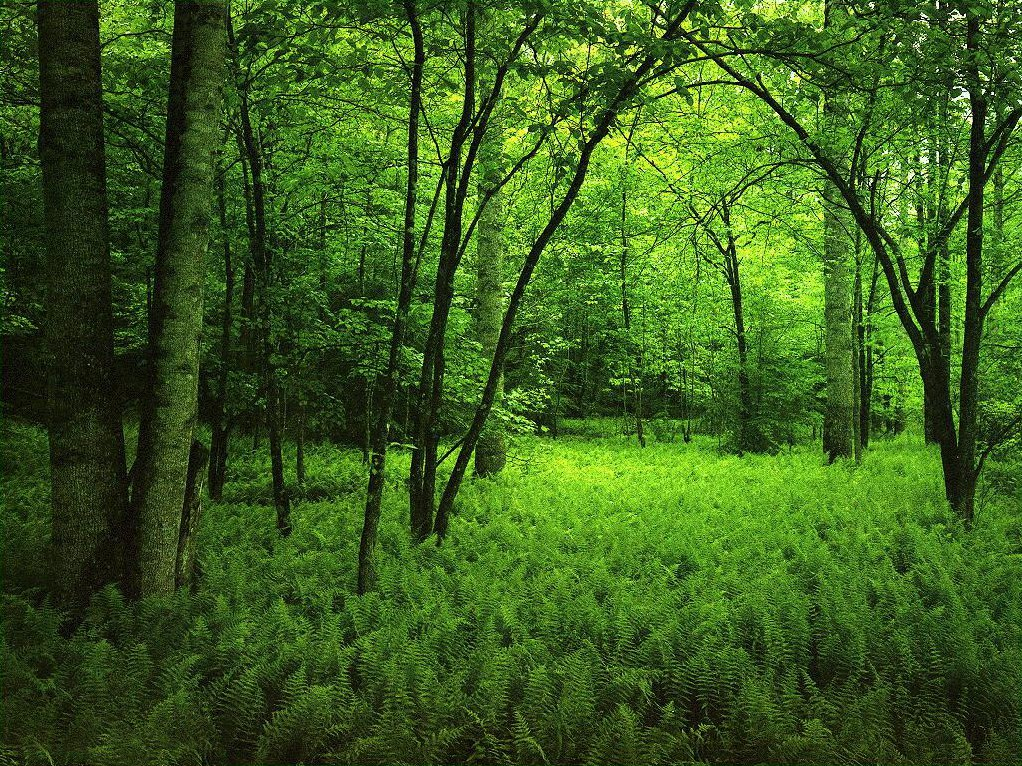
Bosque de frondosas con sotobosque de helechos en Venezuela.

El término floresta fue equivalente a bosque en los libros de caballerías, como corresponden a su origen (del latín foresta), pero el cruce fonético con flor le añadió después la idea de amenidad que hoy se le asocia. Selva fue equivalente a bosque según su origen etimológico, pero hoy se le asocia al bosque denso tropical y/o lluvioso. Parque es un bosque natural o artificial con un área delimitada, mientras que arboleda es un área boscosa menor o sembrada.
Los bosques se diferencian de los arbolados por el grado de cobertura del dosel vegetal. En un ecosistema arbolado la presencia de árboles es minoritaria porque predominan las hierbas o matorrales; en un bosque las ramas y el follaje de los árboles distintos a menudo se encuentran o se entrelazan, aunque pueda haber huecos de distintos tamaños dentro de un bosque. Un arbolado tiene un dosel más abierto, con árboles notoriamente más espaciados, lo que permite que más luz solar llegue al suelo entre ellos; tal es el caso de la sabana arbolada y la pradera boscosa, en donde predominan los herbazales.

## Clasificación de los bosques

### Según el tipo de vegetación
Una clasificación se establece por la composición predominante de los bosques según el tipo de hoja: hoja ancha, acicular (coníferas como el pino), o ambos.
- Bosque de frondosas o bosque de hoja ancha, como las selvas, son los bosques dominados por angiospermas y que son más ricos de especies que aquellos dominados por las coníferas.

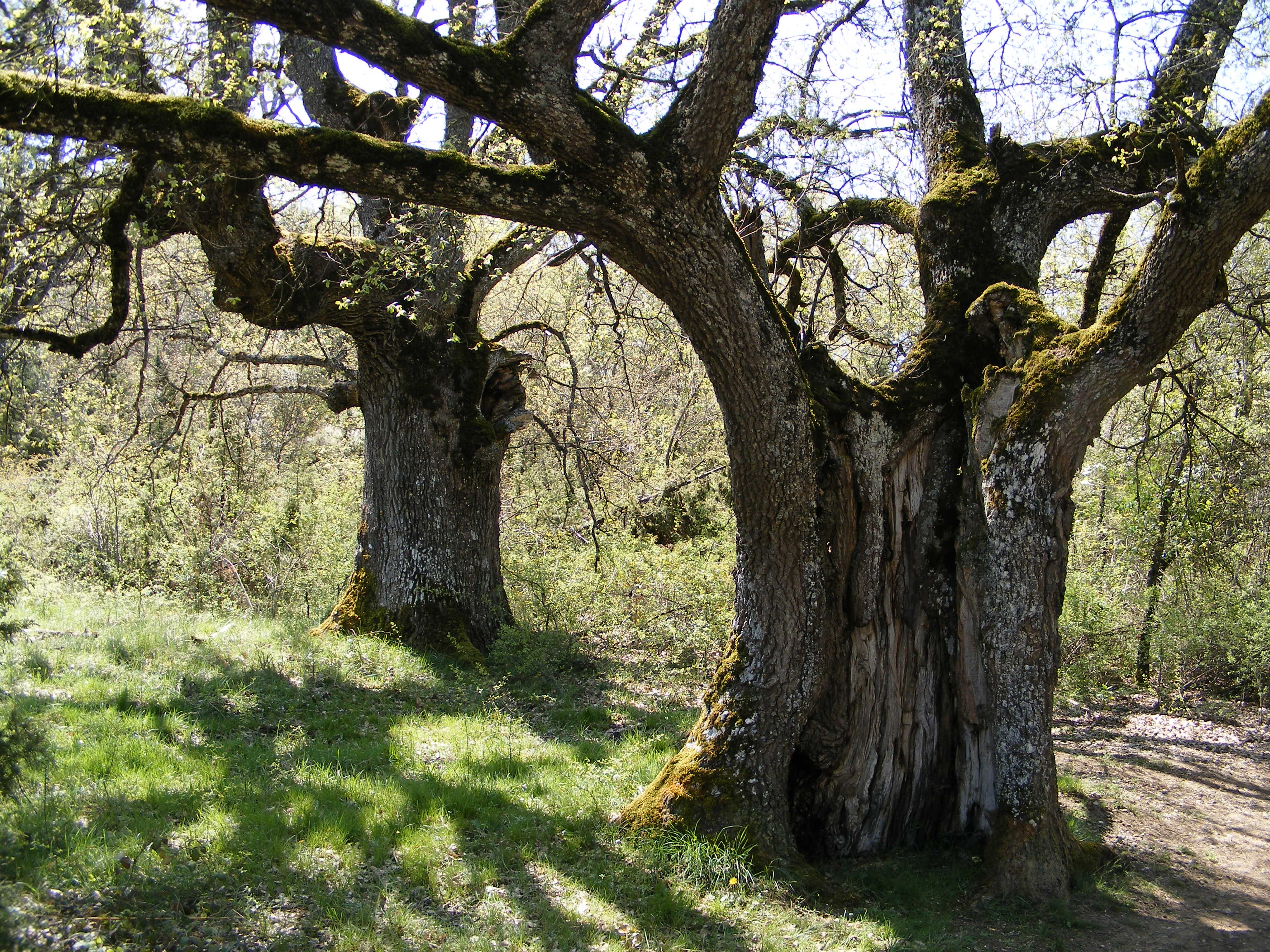
Robledal en la vertiente norte de la sierra de Codés, Navarra (España).

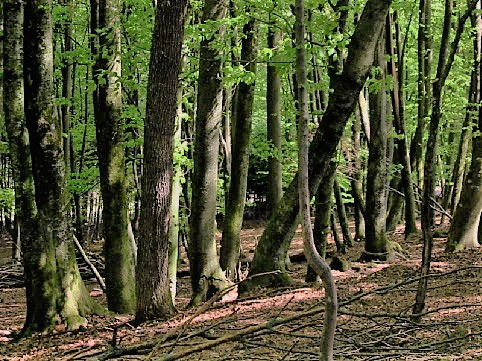
Un bosque caducifolio de hoja ancha en Eslovenia.

- Bosque de coníferas o bosque de hoja acicular, son aquellos dominados por gimnospermas.
- Bosque mixto, donde hay equilibrio entre ambos tipos de árboles, por ejemplo, en los bosques de coníferas con zonas de abedules y álamos temblones de las latitudes boreales, que tienen muy pocas especies.

### Según el número de especies dominantes
- Bosque monoespecífico, los cuales son aquellos bosque en los que predomina solo una especie dominante vegetal (robledal, el roble; pinar, el pino, etcétera).
- Bosque pluriespecífico o mixto, en los cuales se encuentran varias especies dominantes.

### Según la estacionalidad del follaje
Otra forma de clasificación de los bosques es determinar la longevidad de las hojas de la mayoría de los árboles.
- Bosque perennifolio y subperennifolio, si predominan las hojas perennes.
- Bosque caducifolio y subcaducifolio, si predominan las hojas caducas.

### Según la latitud y clima

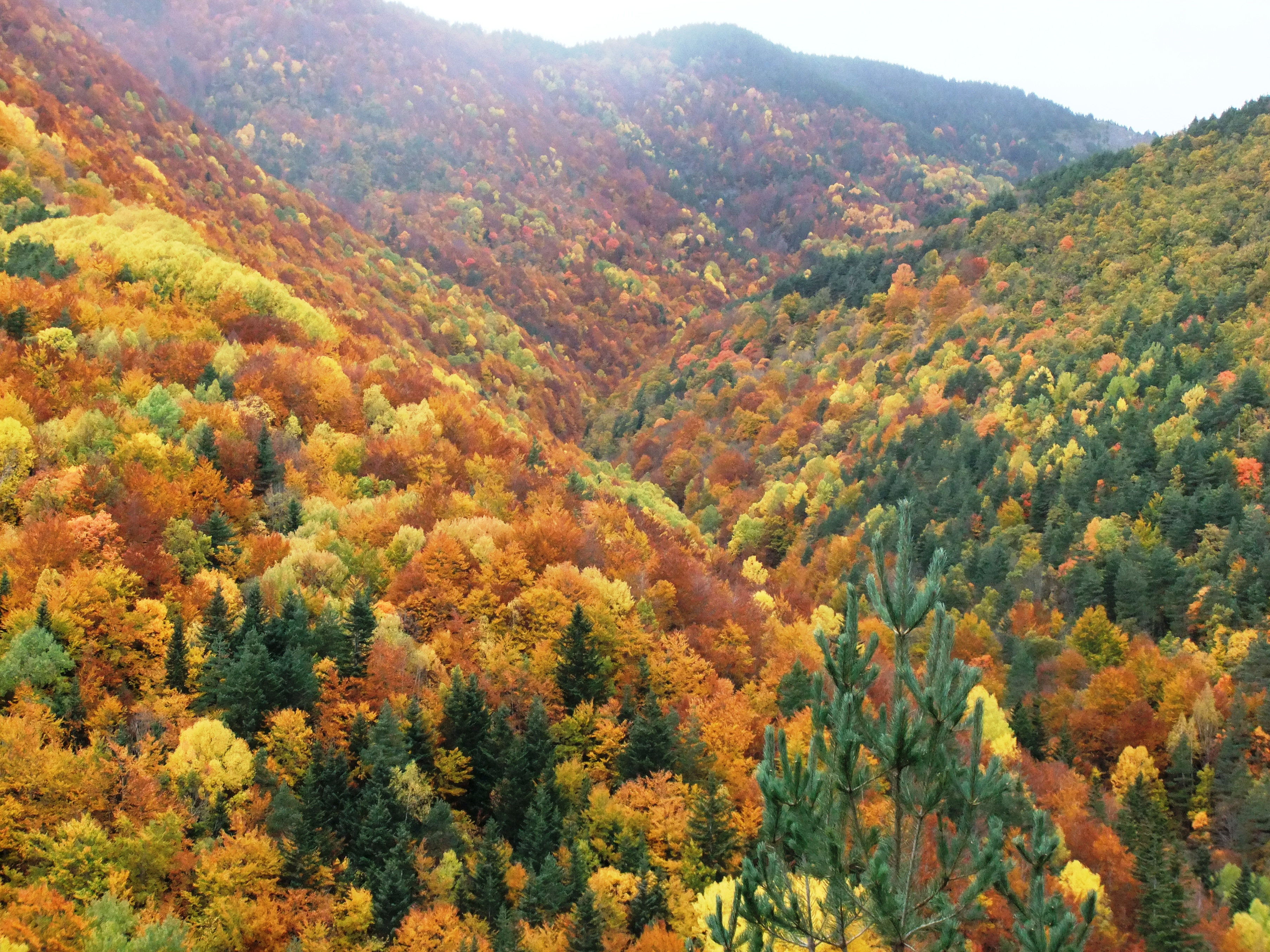
Bosque templado mixto de montaña en la cordillera de los Pirineos en España.

- Bosque boreal: Son los bosques de clima subpolar y continental que ocupan la zona subártica, y son por lo general de coníferas con hojas perennes.
- Bosque templado: Son los bosques de clima templado y continental, como los bosques caducifolios de hoja ancha y bosques perennifolios coníferos. En las zonas templadas cálidas hay árboles perennifolios de hojas anchas, como el bosque mediterráneo y la laurisilva (bosque de hojas laurifoliadas).
- Bosque subtropical: Incluyen a los bosques de clima subtropical, húmedos o secos.
- Bosque tropical: De clima tropical como la selva ecuatorial, que es el ecosistema más lluvioso, o el bosque seco tropical.

### Según la altitud
- Bosque de tierras bajas, basal, de planicie o de llanura. A su vez puede ser de inundación.
- Bosque de montaña. Con clima de montaña que varía según su altura. A su vez puede ser premontano, montano o subalpino.

### Según el grado de intervención

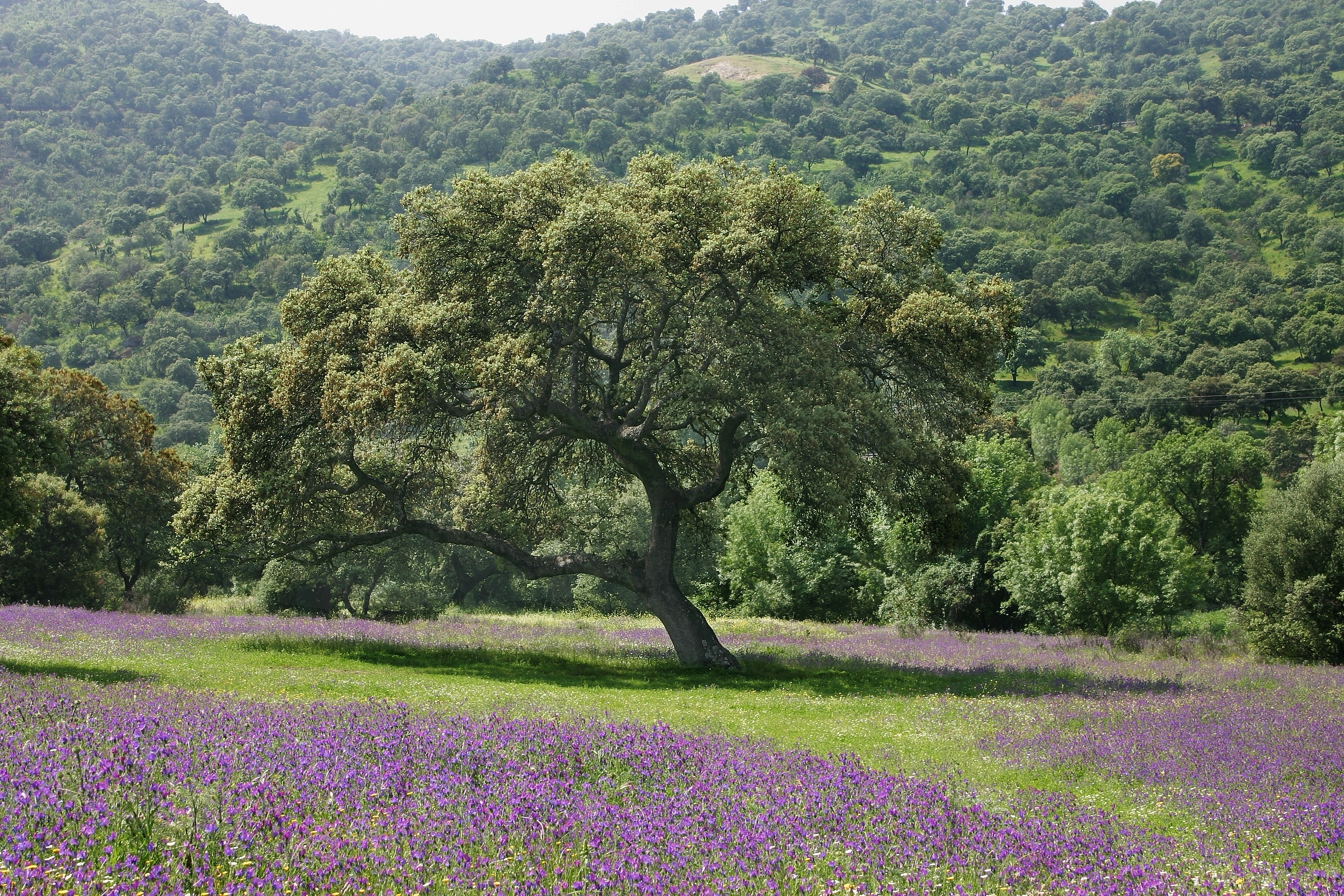
El bosque de encinas (encinar) es un ejemplo de bosque mediterráneo. En la foto el Parque Natural de Despeñaperros (Andalucía, España).

La fisionomía clasifica los bosques por su estructura física total o etapa de crecimiento. Los bosques pueden también ser clasificados más específicamente por las especies dominantes presentes en ellos. Desde el punto de vista de su historia y grado de alteración, los bosques pueden ser clasificados en:
- Bosques primarios: También llamados nativos; son los que no han sufrido intervenciones antrópicas (por parte del hombre). Los bosques naturales sólo tienen los patrones originales de la biodiversidad. Esta biodiversidad y sus procesos no han sido afectados por los humanos con una frecuencia o intensidad que se pueda considerar grave. Un 34% de los bosques del mundo son primarios.[5]
- Bosques antropogénicos, son los que han sido afectados por los humanos con una frecuencia o intensidad suficiente para marcar grandes cambios en los patrones del bosque. A menudo, en estos tipos de bosques se encuentran especies exóticas.
  - Bosques secundarios: los que se han regenerado después de una primera tala, parcial o total.
  - Bosques artificiales o plantación: los que han sido plantados por el hombre para cualquier fin, como los bosques de bolsillo.

### Biomas
El Fondo Mundial para la Naturaleza (WWF) clasifica a los bosques dentro de los siguientes biomas:
- 01. Bosques húmedos tropicales y subtropicales de frondosas.
- 02. Bosques secos tropicales y subtropicales de frondosas.
- 03. Bosques tropicales y subtropicales de coníferas.
- 04. Bosques templados de frondosas y mixtos.
- 05. Bosques templados de coníferas.
- 06. Bosques boreales/Taiga.
- 07. Bosques y matorrales mediterráneos.
- 08. Manglar.

## Administración de los bosques
El estudio científico de los bosques se denomina ecología forestal, mientras que su administración por lo general es conocida como silvicultura, normalmente con el fin de extracción de recursos sostenible. Los ecólogos forestales se especializan en los patrones y procesos del bosque, generalmente con el objetivo de aclarar las relaciones de causa y efecto. Los silvicultores por lo general se enfocan en extraer madera y en la silvicultura, incluyendo la regeneración y el proceso de crecimiento de los árboles.
Los bosques pueden ser alterados cuando suceden hechos como la tala de árboles, los incendios forestales, la lluvia ácida, la alimentación de los herbívoros, o las plagas, junto con otras cosas, provocando un daño. En los Estados Unidos, la mayoría de los bosques han sido históricamente "atacados" por los humanos hasta puntos muy altos, aunque en los últimos años las prácticas silvícolas han mejorado, ayudando así a regular el impacto. Pero de todos modos, el Servicio Forestal de los Estados Unidos (United States Forest Service) estima que cada año se pierden cerca de 1,5 millones de acres (6000 km²) de los 750 millones (3 000 000 km²) que hay en la nación.

## Los diez países con mayor área de bosque
Los diez países con mayor riqueza forestal suman el 67 % del área de bosque total. Rusia por sí sola tiene el 20 % del total mundial.
| Posición | País                            | Superficie - Área de bosque (miles de hectáreas) | Porcentaje del territorio | Porcentaje del área de bosque mundial |
| -------- | ------------------------------- | ------------------------------------------------ | ------------------------- | ------------------------------------- |
| 1        | Rusia                           | 814.931                                          | 50                        | 20                                    |
| 2        | Brasil                          | 493.538                                          | 59                        | 12                                    |
| 3        | Canadá                          | 347.069                                          | 38                        | 9                                     |
| 4        | Estados Unidos                  | 310.095                                          | 34                        | 8                                     |
| 5        | China                           | 208.321                                          | 22                        | 5                                     |
| 6        | República Democrática del Congo | 152.578                                          | 67                        | 4                                     |
| 7        | Australia                       | 124.751                                          | 16                        | 3                                     |
| 8        | Indonesia                       | 91.010                                           | 53                        | 2                                     |
| 9        | Perú                            | 73.973                                           | 58                        | 2                                     |
| 10       | India                           | 70.682                                           | 24                        | 2                                     |
|          | Total                           | 2.686.948                                        |                           | 67                                    |

| Fuente: Evaluación de los recursos forestales mundiales 2015 - FAO |

## Impactos ambientales del manejo de bosques naturales

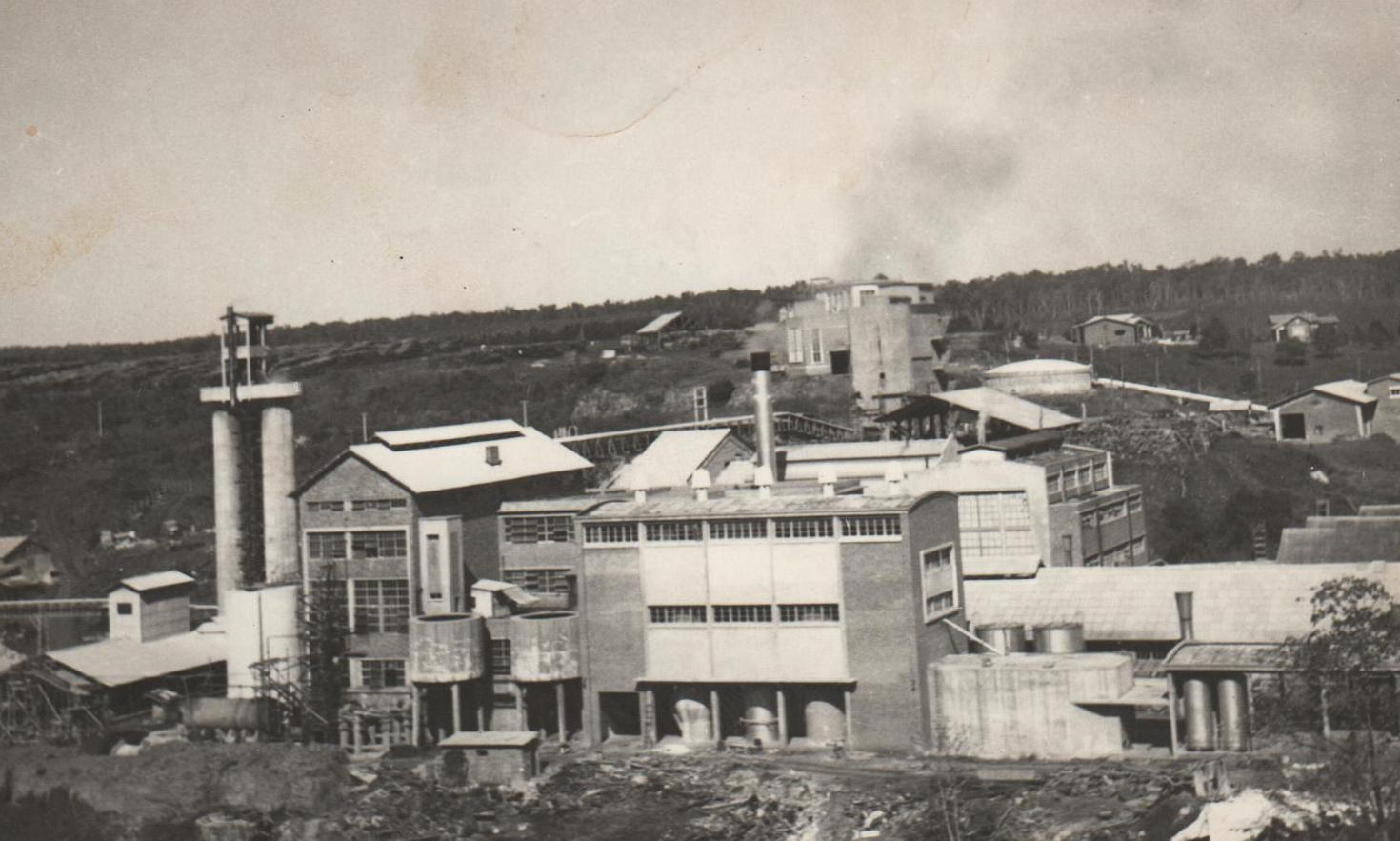
La planta de Celulosa Argentina S.A. en Puerto Piray (Misiones, Argentina)

El manejo de los bosques naturales puede tener varios objetivos:
- La producción de madera y otros productos forestales (productos forestales no maderables, descritos como secundarios; pero de igual importancia).
- La protección de la cuenca hidrográfica.
- La conservación de la biodiversidad.

Por ejemplo en Misiones, Argentina, casi dos tercios de su superficie está cubierta con bosques. Se explota el bosque nativo para diferentes usos. Las especies más valoradas son el cedro, el peteribi (para muebles) y el guatambu (para madera terciada). Hay extensas áreas de bosques implantados con pino (especie no nativa) y araucarias (especie nativa), principalmente en las márgenes del río Paraná. La producción forestal se destina a las fábricas de pastas celulósicas de Puerto Esperanza, Puerto Piray y Puerto Mineral, a los aserraderos y otras industrias forestales existentes en la provincia.
Principales amenazas ambientales para los bosques
El cambio climático, la contaminación o las plagas, entre otros, son algunos de los factores que afectan a los bosques. En muchos casos, el interés de las compañías nómadas multinacionales por los recursos minerales, la construcción de presas que inundan amplias zonas selváticas o el crecimiento de las ciudades y las vías de comunicación (carreteras, canales, etcétera) son otras tantas razones para la regresión o fragmentación del bosque.
Mientras en el mundo la superficie forestal disminuye, en Europa aumenta. Durante los años sesenta y setenta, se generó una gran preocupación por el decaimiento del bosque en el continente, cuando el 45 % de los bosques mostraban síntomas de enfermedad: defoliación, mortalidad de individuos, etcétera. La mayoría de los estudios relacionaron el decaimiento forestal con la contaminación del aire. El proceso era particularmente grave en Europa Central, sobre suelos ácidos, donde las fuertes emisiones de dióxido de azufre hacía bajar el pH del agua de lluvia a valores cuyo promedio podía acercarse a 3.[cita requerida]

### Impactos externos
Hay algunos factores externos que pueden causar el deterioro o destrucción del ecosistema del bosque, entre los que se incluyen la inundación del terreno de la represa para formar un reservorio (ver el capítulo sobre “Represas y reservorios”), el desbroce del bosque para ganadería (ver el capítulo “Manejo de ganado y terrenos de pastoreo”), la agricultura migratoria, y su conversión a la agricultura comercial (como la del caucho, palma africana, café, arroz y cacao).

#### Bosques tropicales húmedos de tierra baja

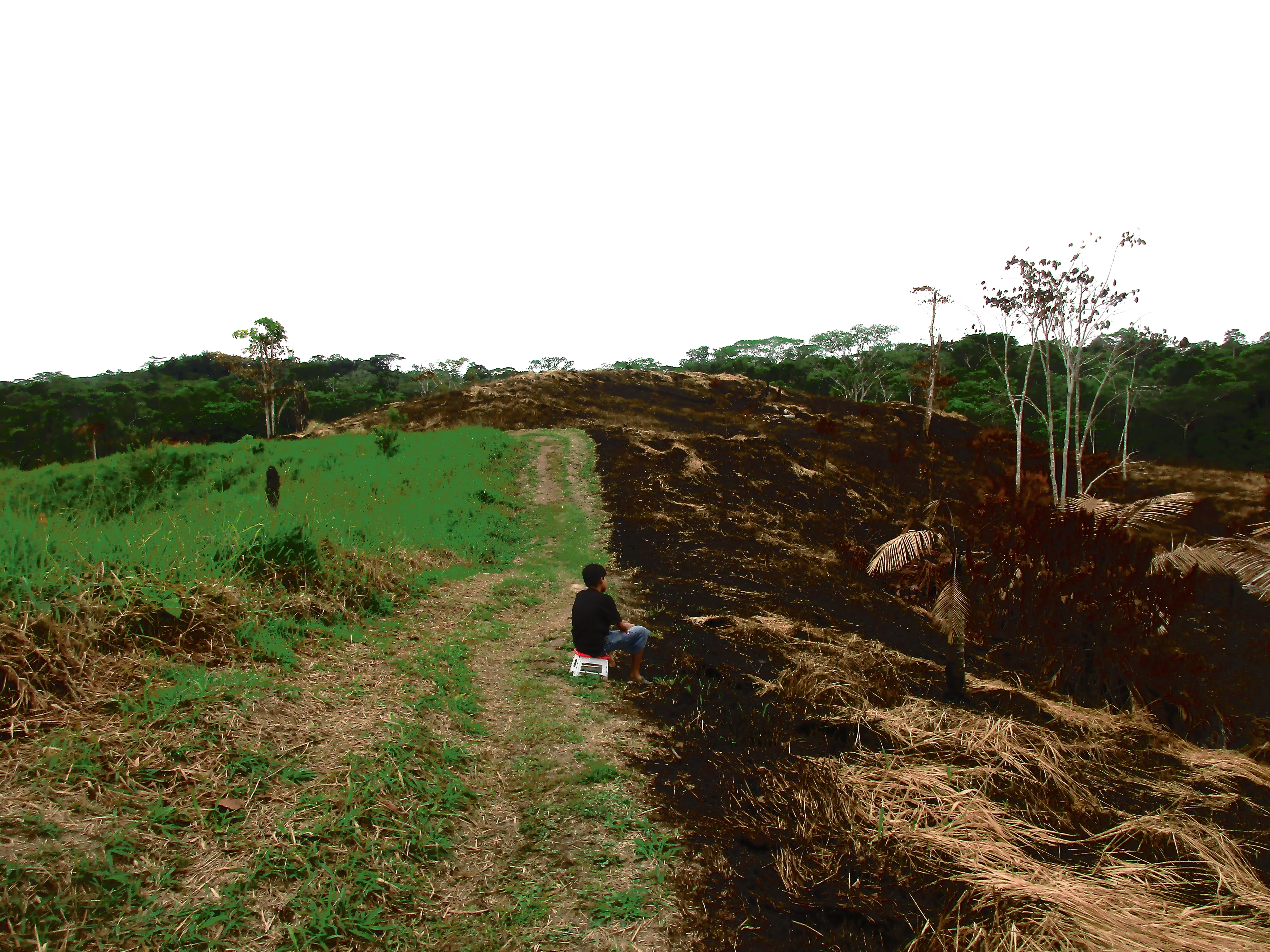
Deforestación en la selva amazónica tropical baja peruana.

Es motivo de preocupación mundial el deterioro rápido o destrucción completa de muchas áreas del bosque tropical húmedo de tierra baja, caracterizado por su gran diversidad de especies y complejidad ambiental, y las dificultades que se presentan al tratar de manejarlos de manera sostenible. Si bien la conservación de estas áreas forestales únicas, mediante el establecimiento de parques y reservas, es, potencialmente, la mejor manera de proteger su biodiversidad, los procesos ambientales, y los estilos de vida de sus moradores indígenas sólo se puede proteger, en esta forma, algunas áreas limitadas. Las presiones económicas y el crecimiento de la población están intensificando el uso de la tierra que, anteriormente, era sustentable (agricultura migratoria), pero ahora alcanza niveles no sostenibles y destructivos, motivando la explotación forestal de desbroce, e impulsando la conversión en gran escala de las tierras forestales a la agricultura y la ganadería, que, generalmente, son insostenibles y producen daños permanentes en el ecosistema forestal. Una de las maneras más adecuadas de proteger los bosques y prevenir su conversión a otras actividades orientadas a la producción, y preservar gran parte de sus valores ambientales, es la de manejar los bosques naturales para que su producción de madera y otros productos sea sustentables, y produzca resultados económicos importantes.
Las dos cuestiones críticas del manejo del bosque tropical húmedo para la producción de madera son:
- El desarrollo de sistemas de manejo sustentables.
- La implementación de estos sistemas de tal manera que los valores del bosque no disminuyan a niveles inaceptables.

En teoría, los bosques tropicales húmedos pueden proveer los productos forestales en forma indefinida. La realidad, sin embargo, es que existen pocos sistemas que han resultado ser sustentables, o que puedan ser aplicados a la mayoría de estos bosques naturales con un número limitado de especies. Por esta razón, y debido a las presiones económicas que exigen la generación de ingresos rápidos, solo una pequeña porción de los bosques tropicales húmedos de tierra baja que están siendo explotados, actualmente, se manejan de una manera sustentable.
El sistema de manejo forestal más adecuado para los bosques tropicales húmedos de tierra baja, por su gran diversidad de especies, es la explotación selectiva, con la cual solo se extrae un pequeño número de árboles por hectárea. Si esto se hace con cuidado, con un mínimo de deterioro del suelo y la vegetación circundante, se pueden limitar los daños ambientales. Se reducen al mínimo los impactos sobre la biodiversidad del bosque y su capacidad para proveer servicios ambientales (el bosque proporciona cuatro de estos servicios: fijación de dióxido de carbono, biodiversidad, ciclo del agua y fijación del terreno), porque no se crean grandes espacios en el bosque, como es el caso con el desbroce.

#### Temas sociales
Casi en todas las iniciativas que tienen un impacto en los bosques naturales, sea la explotación comercial de la madera, las industrias de procesamiento, o su conversión a otros usos, para otras actividades (minería, construcción de represas, riego o desarrollo industrial), o la clausura de los bosques para su rehabilitación o conservación, surgen cuestiones sociales importantes. Los proyectos de desarrollo que desbrozan los bosques para otros usos pueden desplazar a la gente o reducir su acceso a los recursos forestales, de los cuales dependen para subsistir. La explotación forestal comercial puede destruir los recursos que son importantes, localmente, para las economías de subsistencia, y pueden abrir las áreas a la colonización incontrolada, causando mayor degradación ambiental y conflicto social. Asimismo, la clausura de los bosques para su rehabilitación o conservación puede reducir los ingresos de las poblaciones a su alrededor, privándoles de los nutrientes importantes o productos que generan ingresos. Esta clausura puede causar mayor degradación. Si la presión sobre el área cerrada es demasiado grande, los esfuerzos de conservación y rehabilitación pueden fracasar.
Los moradores del bosque tienen mucho conocimiento acerca de las calidades, utilización potencial, y sostenibilidad de la flora, la fauna, y los recursos geológicos locales, basado, a menudo, en el conocimiento adquirido en siglos de uso sostenible.
En las áreas altas, áridas y semiáridas, donde las fuentes de forraje son limitadas, usualmente, los bosques y los sistemas locales de producción ganadera están vinculados estrechamente; los agricultores, con frecuencia, adoptan estrategias de subsistencia mixta, en las que la producción ganadera en el bosque juega un papel importante. Por ejemplo, en la región del Himalaya la productividad de la agricultura de tierra alta depende principalmente del compost y el humus que se recolecta en los bosques.

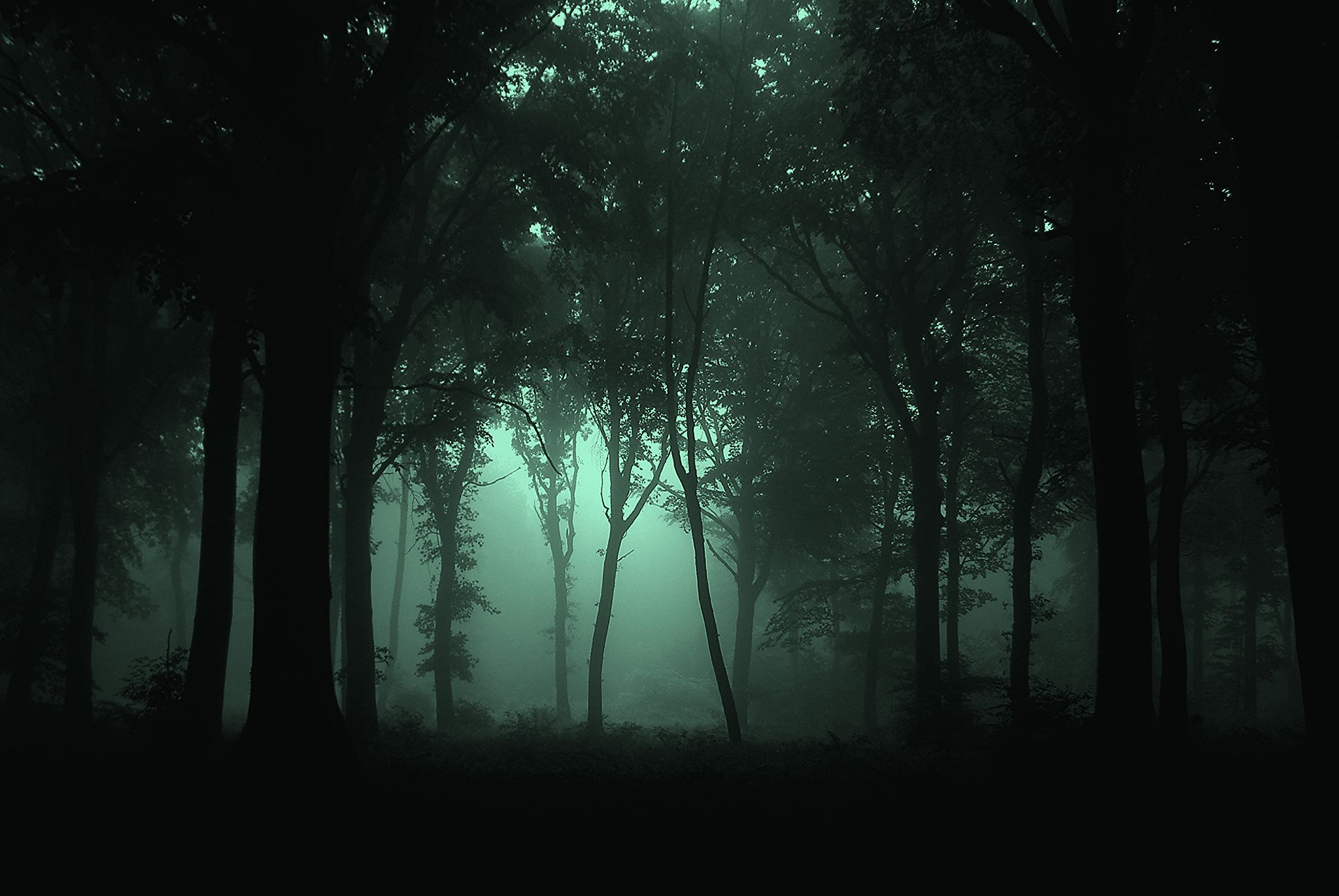
Bosque en Alsacia (Francia)

La caza y la recolección, así como la agricultura migratoria, han sido practicadas durante ciento de años en los bosques tropicales húmedos.
La pesca artesanal en la zona aluvial es importante para muchos de los moradores de los bosques de tierra baja.
Generalmente, la organización social de los grupos tradicionales está muy adaptada a las exigencias de los sistemas de producción. El conocimiento, tanto técnico como administrativo, de estos recursos puede ser muy útil para los especialistas técnicos que buscan intensificar o modificar la producción de esta área u otra similar, es decir, para adaptar las recomendaciones agrícolas a las áreas donde, actualmente, se practica la agricultura migratoria, o para desarrollar modelos de gestión y utilización forestal para los bosques que serán rehabilitados. Al desplazarse los grupos que viven en los bosques, su conocimiento técnico aborigen del manejo y utilización del bosque, a menudo, se pierde. Se debe efectuar una evaluación cuidadosa, incluyendo un análisis económico real, antes de suponer que los usos actuales del bosque deban ser abandonados por algo «mejor».
Los aspectos de la tenencia de la tierra, casi siempre, son una preocupación en los proyectos forestales. A menudo, existen derechos sobrepuestos, que incluyen la tenencia reconocida por el Estado, y la tenencia de costumbre y/o sistemas de derechos concesionarios en cuanto a los productos. En el caso de las minorías étnicas que viven en los bosques, puede haber derechos consuetudinarios muy fuertes sobre las tierras forestales, que sean válidos, constitucionalmente, a pesar de haberse transferido al gobierno, subsiguientemente, la autoridad sobre estas tierras.
En muchas sociedades, los derechos a la tierra y a los árboles pueden ser separados, con normas específicas para las diferentes especies. Los grupos que viven en el bosque, con frecuencia, tienen reglamentos complejos de propiedad en cuanto a los bosques y los productos. Por ejemplo, los derechos a los árboles frutales pueden ser distintos a los que permiten que los individuos den otro uso a la tierra forestal, incluyendo la agricultura migratoria. Los sistemas tradicionales de tenencia pueden ser más apropiados para el manejo de las tierras frágiles, que las opciones propiciadas por el Estado.
La clausura de los bosques, o restricción del acceso y uso de los recursos, afecta, de manera diferente, a muchos grupos de la población. Por ejemplo, los ganaderos sin tierras pueden ser los más perjudicados económicamente por la clausura de estas áreas, porque ellos, a diferencia de los agricultores con tierras, no pueden obtener forraje de su propio terreno. Además, las mujeres pueden tener una carga de trabajo mucho mayor debido a la necesidad de viajar distancias mucho mayores para encontrar los recursos necesarios; sin embargo, la gente local posiblemente no identifique esta carga como un problema, debido al estado más bajo de la mujer en la sociedad. Si las rutas de los pastores migratorios son afectadas, estos pueden ser obligados a utilizar excesivamente otras tierras fuera del área del proyecto, que todavía estén disponibles, produciendo impactos negativos, tanto para esas tierras como para los grupos sedentarios que dependen de ellas.
Los planificadores, cada vez más, están explorando las maneras de integrar las necesidades de la gente local a las iniciativas de conservación y rehabilitación de los bosques, a través de la promoción del manejo adecuado de los recursos de propiedad común o los sistemas de administración conjunta entre el gobierno y los usuarios. Es importante documentar los sistemas locales de administración existentes, incluidos los que han fallado debido al aumento de presión. En las áreas de biodiversidad única, otras medidas han incluido la creación de zonas de protección, que generan alternativas para la gente que depende, tradicionalmente, del área que va a ser conservada, o se han diseñado sistemas de conservación que permiten que la gente local utilice, en forma controlada, el área protegida. Ejemplos:
- Un proyecto en México ha sostenido los derechos tradicionales a los bosques y ha proporcionado ayuda técnica a las cooperativas de las industrias de procesamiento de la madera.
- El plan forestal de Papúa Nueva Guinea presenta una proposición similar a las tribus que tienen derechos de propiedad tradicionales sobre los bosques.
- Un proyecto del Banco Mundial en Nepal contempla la rehabilitación amplia de los bosques de las colinas, mediante el fortalecimiento de los derechos de los grupos locales de usuarios, de emprender su protección y utilización controlada, en consulta con los silvicultores del área.

### Tecnologías mejoradas de procesamiento de la madera
La expansión de la utilización de los productos forestales puede ayudar a intensificar el manejo del bosque. Muchas especies no se utilizan por falta de la infraestructura necesaria de procesamiento o comercialización. En los bosques tropicales, con su gran diversidad de especies, a menudo, las especies individuales que son comercializadas están dispersas en un área grande, dificultando la cosecha, y, a menudo, volviéndola antieconómica. Posiblemente no sea rentable la explotación forestal en los bosques menos diversos, pero remotos, o de baja densidad.
Si los productos nuevos fueran de otras especies, o si fuera posible aprovechar muchos diferentes tamaños, gracias al mejoramiento del proceso o el desarrollo de nuevos mercados, se podría utilizar una mayor proporción del material forestal. Existe mucha amplitud, no solamente para desarrollar los nuevos productos, sino también para conservar las existencias actuales (p. ej. desarrollando chapas, madera terciada y aglomerado que sean más eficientes, utilizando los desperdicios de la explotación forestal y reciclando los desechos de las plantas de procesamiento), lo que puede ayudar a equilibrar la oferta con la demanda, y quitar la presión que se aplica sobre los bosques naturales. Son obvios los beneficios de estos métodos, como así también los peligros. El mayor uso de una selección más amplia de especies puede llevar al desbroce en gran escala, o a la «minería» del recurso forestal.

### Alternativas de los proyectos
Las alternativas para el manejo de los bosques primarios y secundarios, para madera, los productos no igníferos y la producción agrícola y ganadera, amplia y de bajo impacto, son las siguientes:
- Reducir la demanda de la madera mediante conservación, mejorando las estufas para el secado de la madera y combustibles alternativos;
- Utilizar chapas, madera terciada y aglomerado más eficientes, y reciclar los desperdicios de la madera;
- Hacer mayor uso de las especies forestales mediante la expansión de las tecnologías de procesamiento, y el desarrollo de los productos y mercados;
- Desarrollar las plantaciones para aumentar la producción de los recursos forestales igníferos;
- Implementar programas forestales comunitarios y de reforestación, realizados por los propietarios de las tierras, a fin de producir artículos de madera;
- Desarrollar el ecoturismo como una manera rentable y sustentable de utilizar los bosques tropicales;
- Fomentar el procesamiento local para aprovechar los beneficios adicionales, en vez de promover las políticas que enfatizan la explotación, a corto plazo, de los árboles;
- Utilizar, completamente, los árboles que se destruyen (que, a menudo, se desperdician) durante el desbroce del bosque para otras actividades no forestales (p. ej. represas y reservorios, construcción de caminos, desarrollo industrial y urbano, etcétera);
- Intensificar la producción agrícola y la reforestación en los suelos fértiles o en las áreas que hayan sido desbrozadas, antes de abrir nuevos espacios del bosque para explotación.